# Eugene Scalia
Eugene Scalia (né le 14 août 1963 à Columbus en Ohio) est un avocat et un homme politique américain. Il est secrétaire au Travail du 30 septembre 2019 au 20 janvier 2021 sous la présidence de Donald Trump.

## Biographie
Il est le fils du juge de la Cour suprême des États-Unis Antonin Scalia.
À la fin de ses études, Scalia devient chargé de cours à l'université de Chicago. Il enseigne aussi pendant quelque temps à l'université du district de Columbia, cette fois avec le titre de professeur auxiliaire.
D'abord nommé comme solliciteur du département du Travail des États-Unis en 2003, il n'est jamais confirmé à ce poste, mais entre quand même en fonction lorsque le président George W. Bush décide de lui donner l'emploi durant une retraite parlementaire. Il est membre associé à la firme Gibson, Dunn & Crutcher.
Le 18 juillet 2019, le président Donald Trump déclare son intention de le nommer secrétaire au Travail des États-Unis, en remplacement d'Alexander Acosta, qui avait démissionné pour sa gestion des accusations contre Jeffrey Epstein alors qu'il était procureur en Floride. Eugene Scalia est considéré comme étant un allié plus proche des conservateurs économiques[pas clair] que son prédécesseur. Le 27 août suivant, sa nomination est officiellement déposée. Il est confirmé à ce poste le 26 septembre avec 53 voix contre 44 et entre en fonction le 30 septembre.